# Михалевич, Алексей Игоревич
Алексей Игоревич Михалевич (род. 1985) — российский самбист, бронзовый призёр чемпионата России по боевому самбо 2008 года, мастер спорта России.

## Спортивные результаты
- Чемпионат России по боевому самбо 2008 года — ;